# Mazda 1300
Mazda 800/1000 är en personbil som tillverkades av den japanska biltillverkaren Mazda mellan 1963 och 1967. Därefter ersattes den av Mazda 1000/1200/1300 som tillverkades till 1977. På hemmamarknaden kallades dessa modeller Mazda Familia; ett namn som fortsatte brukas efter bilen döpts om till 323 på de flesta exportmarknader.

## Mazda 800/1000
Efter de små R360- och Carol-modellerna presenterade Mazda sin första familjebil hösten 1963. Karossen var ritad av Bertone. Först ut var en liten kombi och senare tillkom även en sedan. Bilen hade en stötstångsmotor byggd i aluminium. Modellen byggdes även som pick up.
Hösten 1965 tillkom en coupé som fick en modernare enlitersmotor med överliggande kamaxel.
Versioner:
| Modell     | Motor               | Cylindervolym | Effekt | Bränslesystem   |
| ---------- | ------------------- | ------------- | ------ | --------------- |
| 800        | 4-cyl radmotor ohv  | 782 cm³       | 36 hk  | Enkel förgasare |
| 1000       | 4-cyl radmotor ohv  | 987 cm³       | 50 hk  | Enkel förgasare |
| Coupé 1000 | 4-cyl radmotor SOHC | 985 cm³       | 58 hk  | Enkel förgasare |

## Mazda 1000/1200/1300
Den andra generationen Familia hade lite större kaross än företrädaren och chassit hade moderniserats med bland annat MacPherson fjäderben fram. Stötstångsmotorn hämtades från den äldre modellen och från 1970 erbjöds även en modernare motor med överliggande kamaxel. Även denna generation fanns som pick up.
Produktionen fortsatte parallellt med den större 818-modellen ("Grand Familia" i Japan) och hösten 1973 genomgick bilen en uppdatering med ny front och akter. På hemmamarknaden kallades den därmed Mazda Familia Presto.
Versioner:
| Modell | Motor                | Cylindervolym | Effekt | Bränslesystem   |
| ------ | -------------------- | ------------- | ------ | --------------- |
| 1000   | 4-cyl radmotor ohv   | 987 cm³       | 50 hk  | Enkel förgasare |
| 1200   | 4-cyl radmotor ohv   | 1169 cm³      | 58 hk  | Enkel förgasare |
| 1300   | 4-cyl radmotor SOHC  | 1272 cm³      | 66 hk  | Enkel förgasare |
| R100   | 2-skivig wankelmotor | 982 cm³       | 100 hk | Enkel förgasare |

### Mazda R100

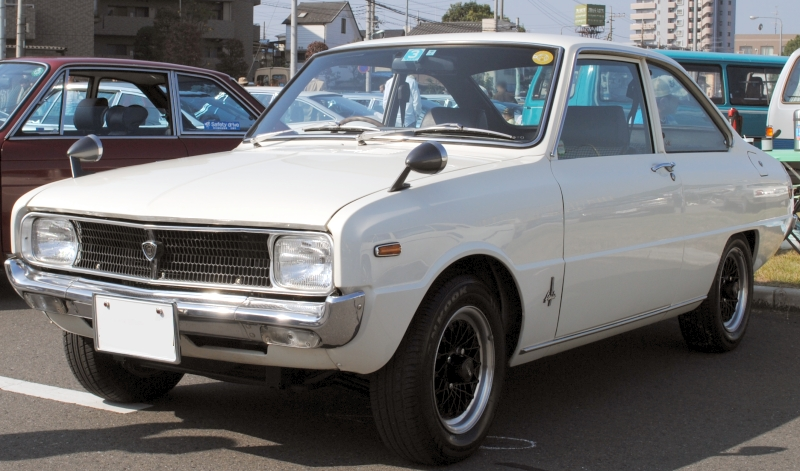
Mazda Familia Rotary Coupe

Från 1968 såldes bilen även med wankelmotor. Modellen kallades Mazda Familia Rotary Coupé på hemmaplan men exporterades under namnet Mazda R100. Det var Mazdas första försök att introducera motortypen i en familjebil. Modellen ersattes 1973 av den 818-baserade Mazda RX-3.